# سد آیاشی تامیکه
سد آیاشی تامیکه (به انگلیسی: Ayashi Tameike) یک سد خاکی است که در استان میاگی ژاپن واقع شده‌است. از این سد برای کاربری آبیاری استفاده می‌شود.
حوضه آبریز سد ۵٫۲ کیلومتر مربع می‌باشد. این سد در صورت پر شدن مساحتی حدود ۱۹ هکتار زمین را اشغال می‌کند و می‌تواند یک میلیون و دویست هزار متر مکعب آب را در خود ذخیره کند. ساخت این سد در سال ۱۹۴۹ به پایان رسید.